# Llista de cràters de Mimas
En aquest article només es mostra els noms oficials aprovats per la Unió Astronòmica Internacional (UAI).
Aquesta és una llista de cràters amb nom de Mimas, un satèl·lit natural de Saturn descobert el 1789 per William Herschel (1738-1822).
El 2019, els 35 cràters amb nom de Mimas, representaven el 0,63% dels 5475 cràters amb nom del Sistema Solar. Altres cossos amb cràters amb nom són Amaltea (2), Ariel (17), Cal·listo (142), Caront (6), Ceres (115), Dàctil (2), Deimos (2), Dione (73), Encèlad (53), Epimeteu (2), Eros (37), Europa (41), Febe (24), Fobos (17), Ganímedes (132), Gaspra (31), Hiperió (4), Ida (21), Itokawa (10), Janus (4), Japet (58), Lluna (1624), Lutècia (19), Mart (1124), Mathilde (23), Mercuri (402), Miranda (7), Oberó (9), Plutó (5), Proteu (1), Puck (3), Rea (128), Šteins (23), Tebe (1), Terra (190), Tetis (50), Tità (11), Titània (15), Tritó (9), Umbriel (13), Venus (900), i Vesta (90).

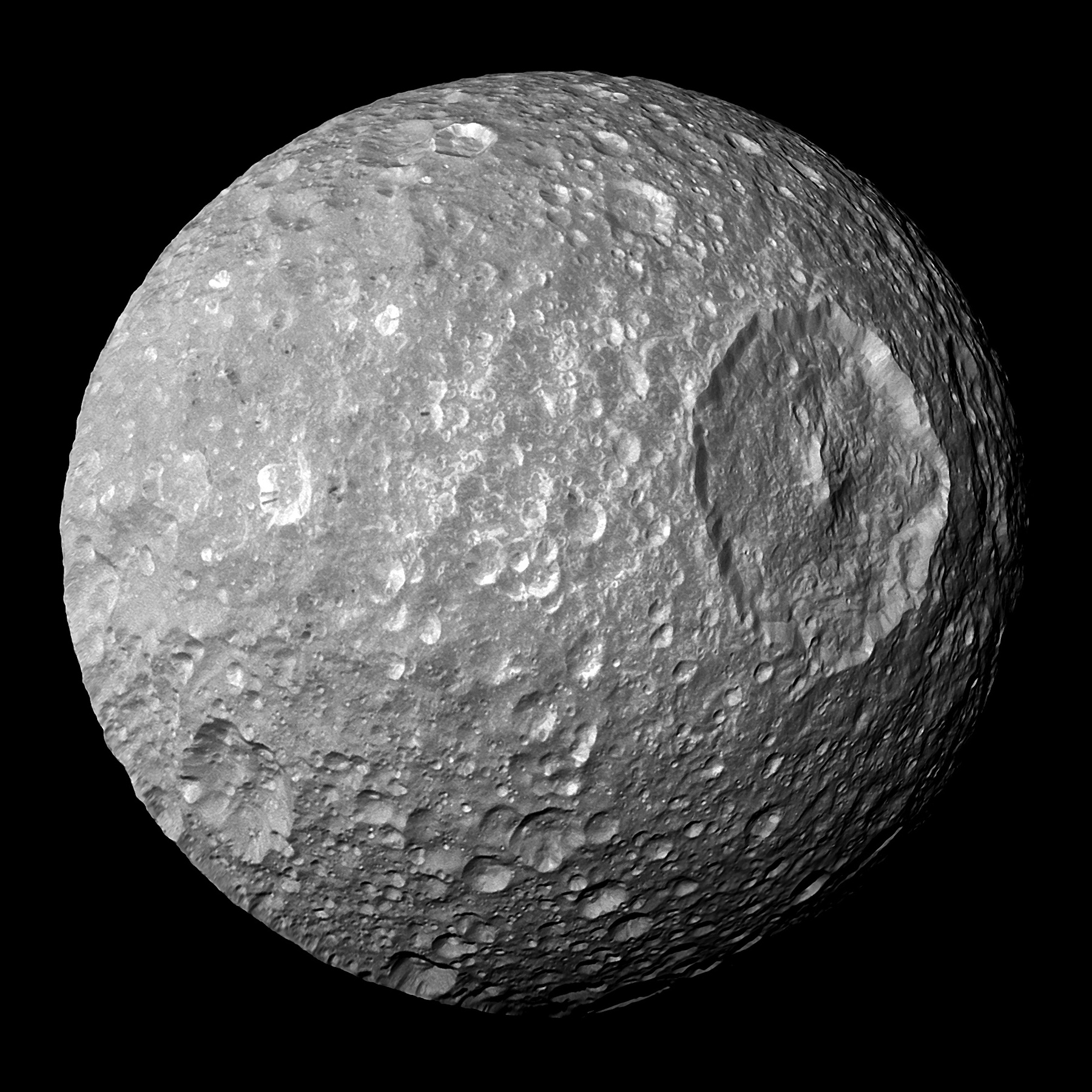
Fotografia de Mimas, presa per la sonda espacial Cassini a 9.500 km de distància, 2010. El gran cràter Herschel (139 km) domina Mimas, fent que la lluna sembli l'«Estrella de la Mort» de la pel·lícula La Guerra de les Galàxies.
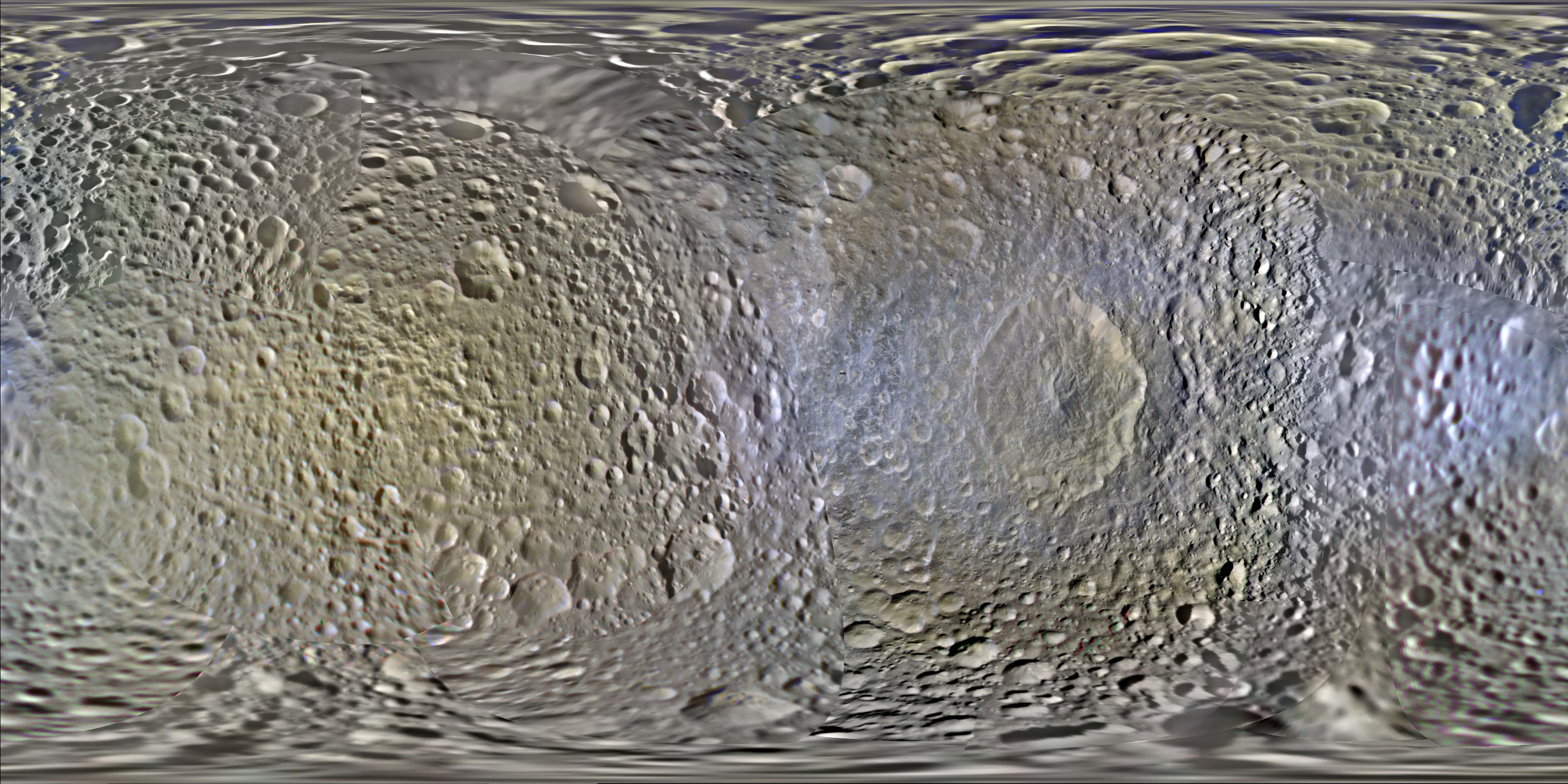
Mapa topogràfic de Mimas.

La baixa densitat de Mimas (1,15 g / cm³) indica que està composta principalment per aigua congelada amb només una petita quantitat de roca. El tret més distintiu de Mimas és un cràter d'impacte gegant de 130 km de diàmetre, anomenat Herschel en honor del descobridor de Mimas. El diàmetre de Herschel és gairebé un terç del diàmetre de Mimas; té unes parets d'aproximadament a 5 km d'alçada, algunes parts del sòl tenen 10 km de profunditat i el pic central s'eleva a 6 km sobre el sòl del cràter (si hi hagués un cràter d'una escala equivalent a la Terra tindria més de 4.000 km de diàmetre, més ampli que Austràlia). L'impacte de l'objecte que va fer aquest cràter gairebé va trencar Mimas; es poden observar esquerdes al costat oposat de Mimas que poden haver estat creades per ones de xoc a partir de l'impacte que viatjaven cap al nucli de Mimas.
La superfície de Mimas està saturada de cràters d'impacte més petits, però no estan repartits de forma uniforme. La major part de la superfície està coberta amb cràters de més de 40 km de diàmetre, però a la regió polar sud generalment no hi ha cràters de més de 20 km de diàmetre.

## Llista
Els cràters Mimas porten (a excepció del cràter Herschel, dedicat al descobridor de la lluna), els noms de personatges vinculats a la llegenda del Rei Artús
Totes les coordenades són planetocèntriques (+O 0-360).
| Cràter    | Coordenades                              | Diàmetre (km) | Epònim                                                                                                 | Ref.  |
| --------- | ---------------------------------------- | ------------- | --- | ----- |
| Accolon   | 70° 34′ S, 184° 25′ O / 70.56°S,184.41°O | 48,00         | Accolon - Amant de Morgana, germana del rei Artús                                                      | WGPSN |
| Arthur    | 35° 24′ S, 196° 02′ O / 35.4°S,196.04°O  | 64,00         | Rei Artús - Rei de la Taula Rodona.                                                                    | WGPSN |
| Balin     | 14° 43′ N, 82° 31′ O / 14.71°N,82.51°O   | 35,00         | Balin - Cavaller de «coratge i virtut inigualables».                                                   | WGPSN |
| Ban       | 43° 56′ N, 160° 45′ O / 43.93°N,160.75°O | 37,00         | Ban de Benoïc - Rei de Benwick i pare de Lancelot                                                      | WGPSN |
| Bedivere  | 9° 34′ N, 149° 25′ O / 9.57°N,149.42°O   | 25,00         | Bedivere - El cavaller que va retornar Excalibur a la Dama del Llac després de la mort dArtús.         | WGPSN |
| Bors      | 41° 49′ N, 172° 18′ O / 41.82°N,172.3°O  | 34,00         | Bors - Rei de Gaul, pare de Sir Hèctor de Marys, Sir Bors i Sir Lyonel.                                | WGPSN |
| Dagonet   | 47° 50′ N, 261° 37′ O / 47.84°N,261.62°O | 28,00         | Dagonet - Bufó de la cort del rei Artur.                                                               | WGPSN |
| Dynas     | 2° 21′ N, 80° 43′ O / 2.35°N,80.71°O     | 35,00         | Dinadan - Cavaller de la Taula Rodona.                                                                 | WGPSN |
| Elaine    | 46° 20′ N, 107° 00′ O / 46.33°N,107°O    | 21,00         | Elena de Corbenic - Filla del rei Pelles i amant de Lancelot.                                          | WGPSN |
| Gaheris   | 44° 34′ S, 298° 11′ O / 44.57°S,298.19°O | 23,00         | Gaheris - Fill del rei Lot.                                                                            | WGPSN |
| Galahad   | 45° 19′ S, 145° 19′ O / 45.32°S,145.31°O | 34,00         | Galaaz - Fill bastard de Launcelot i Elena de Corbenic. Va seguir buscant el Sant Grsal.               | WGPSN |
| Gareth    | 43° 04′ S, 287° 47′ O / 43.06°S,287.78°O | 23,00         | Gareth - Fill del rei Lot.                                                                             | WGPSN |
| Gawain    | 58° 32′ S, 261° 05′ O / 58.54°S,261.08°O | 27,00         | Galvany - Fill del rei Lot.                                                                            | WGPSN |
| Gwynevere | 17° 36′ S, 323° 42′ O / 17.6°S,323.7°O   | 42,00         | Reina Ginebra - Reina. esposa d'Artús l'amant de Lancelot.                                             | WGPSN |
| Herschel  | 1° 23′ S, 111° 46′ O / 1.38°S,111.76°O   | 139,00        | William Herschel (1738-1822), astrònom germano-britànic que va descobrir Mimes i Encelad.              | WGPSN |
| Igraine   | 41° 59′ S, 231° 13′ O / 41.99°S,231.21°O | 38,00         | Igerna - Esposa d'Uther i mare d¡Artús.                                                                | WGPSN |
| Iseult    | 47° 14′ S, 33° 47′ O / 47.24°S,33.78°O   | 21,00         | Isolda - Amant de Tristany.                                                                            | WGPSN |
| Kay       | 44° 37′ N, 120° 32′ O / 44.61°N,120.54°O | 24,00         | Kay - Senescal reial de la Cort d'Artús.                                                               | WGPSN |
| Lamerok   | 62° 16′ S, 289° 11′ O / 62.27°S,289.18°O | 20,00         | Lamorak - Fill de Pellinore.                                                                           | WGPSN |
| Launcelot | 9° 28′ S, 328° 29′ O / 9.46°S,328.49°O   | 30,00         | Lancelot - El favorit del rei Artús; campió i amant de la reina Ginebra.                               | WGPSN |
| Lot       | 31° 28′ S, 231° 36′ O / 31.46°S,231.6°O  | 22,00         | Lot - Cap dels reis rebels del nord i de l'oest                                                        | WGPSN |
| Lucas     | 40° 45′ N, 220° 21′ O / 40.75°N,220.35°O | 40,00         | Lucas - Majordom de la Cort d'Artús.                                                                   | WGPSN |
| Marhaus   | 8° 58′ S, 0° 04′ O / 8.96°S,0.06°O       | 34,00         | Morholt - Oncle d'Isola, fereix a Tristany amb una espasa enverinada abans de ser assassinat per ell.  | WGPSN |
| Mark      | 26° 17′ S, 308° 19′ O / 26.28°S,308.32°O | 20,80         | Marc de Cornualla - Rei de Cornualla.                                                                  | WGPSN |
| Melyodas  | 74° 56′ S, 77° 11′ O / 74.93°S,77.19°O   | 40,00         | Meliodes - Rei de Lyoness.                                                                             | WGPSN |
| Merlin    | 38° 26′ S, 219° 01′ O / 38.43°S,219.01°O | 37,00         | Merlí - Mac i profeta, mentor d'Artús.                                                                 | WGPSN |
| Modred    | 4° 09′ N, 219° 41′ O / 4.15°N,219.68°O   | 26,00         | Modred- Fill bastard d'Artús i el seu pitjor enemic.                                                   | WGPSN |
| Morgan    | 24° 13′ N, 244° 59′ O / 24.21°N,244.98°O | 43,00         | Morgana - Mitja germana d'Artús i maga.                                                                | WGPSN |
| Nero      | 0° 22′ S, 307° 18′ O / 0.36°S,307.3°O    | 22,00         | Nero - Rei d'Occident, principal enemic d'Artús.                                                       | WGPSN |
| Palomides | 3° 23′ N, 162° 00′ O / 3.39°N,162°O      | 10,00         | Palamedes - Enemic sarraí de Tristam. Aquest cràter s'utilitza per definir el primer meridià de Mimas. | WGPSN |
| Pellinore | 29° 46′ N, 135° 27′ O / 29.76°N,135.45°O | 36,00         | Pellinore - Rei que tenia el deure de perseguir la bèstia.                                             | WGPSN |
| Percivale | 3° 01′ S, 178° 52′ O / 3.01°S,178.86°O   | 20,00         | Perceval - Cavaller molt pur que va trobar el Sant Graal.                                              | WGPSN |
| Royns     | 32° 28′ N, 347° 29′ O / 32.46°N,347.49°O | 22,10         | Royns - Rei d'Occident, principal enemic d'Artús.                                                      | WGPSN |
| Tristram  | 52° 19′ S, 26° 00′ O / 52.32°S,26°O      | 20,00         | Tristrany - Amnat de Isolda.                                                                           | WGPSN |
| Uther     | 35° 10′ S, 250° 10′ O / 35.16°S,250.17°O | 34,00         | Uther - Governant de tota la Gran Bretanya, pare del Rei Artús.                                        | WGPSN |